# Finale Europacup I 1980
De finale van de Europacup I van het seizoen 1979/80 werd gehouden op 30 mei 1980 in het Estadio Santiago Bernabéu in Madrid. Titelverdediger Nottingham Forest stond tegenover het West-Duitse Hamburger SV. Net als een jaar eerder won Nottingham Forest met 1-0. Bij HSV speelde de Engelsman Kevin Keegan die in 1977 de Europacup won met Liverpool FC.
Nottingham Forest werd de eerste club die vaker de Europacup I dan het nationaal kampioenschap won.

## Wedstrijd
|                   |                   |       |              |                                                                                                   |
| 28 mei 1980 20:30 | Nottingham Forest | 1 – 0 | Hamburger SV | Estadio Santiago Bernabéu, Madrid Toeschouwers: 51.000 Scheidsrechter: António Garrido (Portugal) |
| 28 mei 1980 20:30 | Robertson 20'     |       |              | Estadio Santiago Bernabéu, Madrid Toeschouwers: 51.000 Scheidsrechter: António Garrido (Portugal) |

| Nottingham | HSV |

| Nottingham Forest: |    |                  |     |
|                    |    |                  |     |
| GK                 | 1  | Peter Shilton    |     |
| RB                 | 2  | Viv Anderson     |     |
| CB                 | 5  | Larry Lloyd      |     |
| CB                 | 6  | Kenny Burns      | 21' |
| LB                 | 3  | Frank Gray       | 78' |
| CM                 | 8  | Ian Bowyer       |     |
| CM                 | 4  | John McGovern    |     |
| CM                 | 10 | Gary Mills       | 67' |
| RW                 | 7  | Martin O'Neill   |     |
| CF                 | 9  | Garry Birtles    |     |
| LW                 | 11 | John Robertson   |     |
| Invallers:         |    |                  |     |
| MF                 | 12 | John O'Hare      | 67' |
| MF                 | 15 | Bryn Gunn        | 78' |
| GK                 |    | Jimmy Montgomery |     |
| DF                 |    | David Needham    |     |
| Coach:             |    |                  |     |
| Brian Clough       |    |                  |     |

| Hamburger SV: |    |                   |     |
|               |    |                   |     |
| GK            | 1  | Rudolf Kargus     |     |
| RWB           | 2  | Manfred Kaltz     |     |
| CB            | 5  | Ivan Buljan       |     |
| CB            | 3  | Peter Nogly       | 72' |
| CB            | 4  | Ditmar Jakobs     |     |
| LWB           | 8  | Caspar Memering   |     |
| CM            | 6  | Holger Hieronymus | 46' |
| CM            | 10 | Felix Magath      |     |
| AM            | 7  | Kevin Keegan      |     |
| CF            | 11 | Willi Reimann     |     |
| CF            | 9  | Jürgen Milewski   |     |
| Invallers:    |    |                   |     |
| FW            | 14 | Horst Hrubesch    | 46' |
| Coach:        |    |                   |     |
| Branko Zebec  |    |                   |     |